# John Erskine, Lord Erskine
John Francis Ashley Erskine, Lord Erskine (12 aprile 1895 – Bury St Edmunds, 3 maggio 1953) è stato un politico scozzese.

## Discenzenza
Era il figlio di Walter Erskine, XII conte di Mar, e di sua moglie, Lady Violet Ashley Cooper. Era il maggiore dei loro due figli e frequentò l'Eton e il Christ Church.

## Carriera
Allo scoppio della prima guerra mondiale, Erskine si arruolò nelle Scots Guards. Entro la fine della guerra raggiunse il grado di maggiore nell'Argyll and Sutherland Highlanders.

### Carriera politica
Con un interesse per la politica e di una fedeltà al partito conservatore, Erskine fu assistente del Segretario Privato di Walter Long, I visconte Lon nel 1920. Alle elezioni politiche del 1922, Erskine fu eletto come membro del Parlamento per il collegio di Weston-super-Mare.
William Joynson-Hicks, poi un ministro conservatore in rapida crescita, lo nominò segretario parlamentare nel 1922.
Dopo l'elezione generale del 1931, Erskine fu nominato come assistente il 12 novembre 1931. In precedenza Erskine era stato un oratore efficace e sicuro di sé che aveva preso un grande interesse per gli affari dell'India (anche se aveva ammesso di non averla visitata).
Nei suoi ultimi anni, Erskine fu eletto come membro del Parlamento per il collegio di Brighton.

### Governatore di Madras
Il 22 maggio 1934, Erskine è stato nominato il nuovo governatore di Madras.
Erskine era un sostenitore del Partito della Giustizia e voleva che il partito prendesse il potere nella Presidenza durante le elezioni del 1937. Tuttavia, per la sua delusione, il Congresso Nazionale Indiano ha vinto con un enorme margine. Nonostante fosse il partito di maggioranza nell'Assemblea e nel Consiglio, il Congresso rifiutò di formare il governo. Le loro obiezioni derivavano dai poteri speciali dati al Governatore da parte del Government of India Act del 1935. Erskine decise di formare un governo provvisorio ad interim con i non soci e membri dell'opposizione dell'Assemblea legislativa. In primo luogo ha offerto il posto di primo ministro nel governo ad interim a V. S. Srinivasa Sastri ma Shastri rifiutò. Poi Erskine formò il governo ad interim con Kurma Venkata Reddy Naidu come premier il 1 aprile 1937. Il 22 giugno, il viceré Linlithgow ha rilasciato una dichiarazione in cui esprime il desiderio del governo britannico di lavorare con il Congresso.
Erskine aveva un rapporto personale cordiale con Chakravarthi Rajagopalachari anche se erano in disaccordo su alcune questioni.
Erskine è stato anche un assiduo frequentatore delle Nilgiri Hills. Il primo servizio di radio è iniziato nel 1938, quando l'All India Radio ha stabilito la sua stazione a Madras.
Il 21 febbraio 1940, Erskine ha abrogato la legge che impone lo studio obbligatorio del Hindi nella Presidenza di Madras.

## Matrimonio
Sposò, il 2 dicembre 1919, Lady Marjorie Hervey (16 ottobre, 1898-22 novembre 1967), figlia di Frederick Hervey, IV marchese di Bristol. Ebbero quattro figli:
- John Erskine, XIII conte di Mar (15 febbraio 1921-22 dicembre 1993);
- Alistair Robert Hervy Erskine (21 marzo 1923-19 aprile 1945);
- David Hervey Erskine (5 novembre 1924-25 maggio 2004), sposò in prime nozze Jean Violet Douglas, non ebbero figli, e in seconde nozze Caroline Mary Lascelles, ebbero tre figlie;
- Robert William Hervey Erskine (13 ottobre 1930), sposò in prime nozze Jennifer Shirley Wood, non ebbero figli, in seconde nozze Anne-Marie Lattès, ebbero un figlio, e in terze nozze Belinda Blackburn, ebbero due figli.

## Morte
Senza alcuna speranza di continuare una carriera politica, Erskine si dimesse dal suo posto e andò a vivere nella sua casa di Ickworth, a Bury St Edmunds. Ha continuato a interessarsi agli affari indiani, lamentando l'influenza di Gandhi.
Attivo in attività di volontariato a livello locale, Erskine è stato nominato Presidente della Navy League. Una grande operazione danneggiò la sua salute, e morì il 3 maggio 1953.

## Ascendenza
|                                                        |                                                 |                                                | Genitori                                   |  |  | Nonni |  |  | Bisnonni                                      |  |  | Trisnonni           |  |
|                                                        |                                                 |                                                |                                            |  |  |       |  |  | Walter Coningsby Erskine, XII conte di Kellie |  |  | Henry David Erskine |  |
|                                                        |                                                 |                                                |                                            |  |  |       |  |  | Walter Coningsby Erskine, XII conte di Kellie |  |  | Henry David Erskine |  |
|                                                        |                                                 | Mary Anne Cooksey                              |                                            |  |  |       |  |  | Walter Coningsby Erskine, XII conte di Kellie |  |  |                     |  |
| Walter Erskine, XI conte di Mar e XIII conte di Kellie |                                                 |                                                |                                            |  |  |       |  |  | Walter Coningsby Erskine, XII conte di Kellie |  |  |                     |  |
|                                                        |                                                 | Elise Youngson                                 | Colonel Youngson                           |  |  |       |  |  |                                               |  |  |                     |  |
|                                                        |                                                 | Elise Youngson                                 | Colonel Youngson                           |  |  |       |  |  |                                               |  |  |                     |  |
|                                                        |                                                 | Elise Youngson                                 | …                                          |  |  |       |  |  |                                               |  |  |                     |  |
| Walter Erskine, XII conte di Mar e XIV conte di Kellie |                                                 | Elise Youngson                                 |                                            |  |  |       |  |  |                                               |  |  |                     |  |
|                                                        |                                                 | William Forbes                                 | John Hay Forbes, lord Medwyn               |  |  |       |  |  |                                               |  |  |                     |  |
|                                                        |                                                 | William Forbes                                 | John Hay Forbes, lord Medwyn               |  |  |       |  |  |                                               |  |  |                     |  |
|                                                        |                                                 | William Forbes                                 | Louisa Cumming-Gordon                      |  |  |       |  |  |                                               |  |  |                     |  |
| Mary Anne Forbes                                       |                                                 | William Forbes                                 |                                            |  |  |       |  |  |                                               |  |  |                     |  |
|                                                        |                                                 | Mary Anne Archer-Houblon                       | John Archer-Houblon                        |  |  |       |  |  |                                               |  |  |                     |  |
|                                                        |                                                 | Mary Anne Archer-Houblon                       | John Archer-Houblon                        |  |  |       |  |  |                                               |  |  |                     |  |
|                                                        |                                                 | Mary Anne Archer-Houblon                       | Mary Ann Bramston                          |  |  |       |  |  |                                               |  |  |                     |  |
| John Erskine, lord Erskine                             |                                                 | Mary Anne Archer-Houblon                       |                                            |  |  |       |  |  |                                               |  |  |                     |  |
|                                                        | Anthony Ashley-Cooper, VII conte di Shaftesbury | Cropley Ashley-Cooper, VI conte di Shaftesbury |                                            |  |  |       |  |  |                                               |  |  |                     |  |
|                                                        | Anthony Ashley-Cooper, VII conte di Shaftesbury | Cropley Ashley-Cooper, VI conte di Shaftesbury |                                            |  |  |       |  |  |                                               |  |  |                     |  |
|                                                        | Anthony Ashley-Cooper, VII conte di Shaftesbury | Anne Spencer                                   |                                            |  |  |       |  |  |                                               |  |  |                     |  |
| Anthony Ashley-Cooper, VIII conte di Shaftesbury       | Anthony Ashley-Cooper, VII conte di Shaftesbury |                                                |                                            |  |  |       |  |  |                                               |  |  |                     |  |
|                                                        |                                                 | Emily Cowper                                   | Peter Cowper, V conte Cowper               |  |  |       |  |  |                                               |  |  |                     |  |
|                                                        |                                                 | Emily Cowper                                   | Peter Cowper, V conte Cowper               |  |  |       |  |  |                                               |  |  |                     |  |
|                                                        |                                                 | Emily Cowper                                   | Emily Lamb                                 |  |  |       |  |  |                                               |  |  |                     |  |
| Susan Ashley-Cooper                                    |                                                 | Emily Cowper                                   |                                            |  |  |       |  |  |                                               |  |  |                     |  |
|                                                        |                                                 | George Chichester, III marchese di Donegall    | George Chichester, II marchese di Donegall |  |  |       |  |  |                                               |  |  |                     |  |
|                                                        |                                                 | George Chichester, III marchese di Donegall    | George Chichester, II marchese di Donegall |  |  |       |  |  |                                               |  |  |                     |  |
|                                                        |                                                 | George Chichester, III marchese di Donegall    | Anna May                                   |  |  |       |  |  |                                               |  |  |                     |  |
| Harriet Chichester                                     |                                                 | George Chichester, III marchese di Donegall    |                                            |  |  |       |  |  |                                               |  |  |                     |  |
|                                                        |                                                 | Harriet Butler                                 | Richard Butler, I conte di Glengall        |  |  |       |  |  |                                               |  |  |                     |  |
|                                                        |                                                 | Harriet Butler                                 | Richard Butler, I conte di Glengall        |  |  |       |  |  |                                               |  |  |                     |  |
|                                                        |                                                 | Harriet Butler                                 | Emilia Jefferyes                           |  |  |       |  |  |                                               |  |  |                     |  |
|                                                        |                                                 | Harriet Butler                                 |                                            |  |  |       |  |  |                                               |  |  |                     |  |